# Четыре дня в июле
Четыре дня в июле (англ. Four Days in July) — телевизионный фильм Майка Ли 1984 года. Действие фильма происходит в Белфасте, там же проходили съёмки. Фильм повествует о Смуте, рассказывая о повседневной жизни двух пар, живущих по разные стороны религиозного раскола Северной Ирландии и ожидающих первых детей. Действие фильма разворачивается 10–13 июля 1984 года; оба ребёнка обеих пар родились 12 июля, в день протестантского праздника в Северной Ирландии, известного как Двенадцатый день. Несмотря на политическую подоплёку, фильм на удивление не изобилует событиями, по крайней мере на первый взгляд; Пол Клементс пишет, что «трудно назвать какую-либо полноценную работу Ли, в которой, казалось бы, происходило бы что-то менее значимое». Фильм транслировался только один раз и стал последним фильмом Ли для BBC.

## Актёры и съёмочная группа
В фильме снимались Пола Гамильтон и Чарльз Лоусон в роли протестантской пары (Лоррейн и Билли), а также Брид Бреннан и Дес Макалир в роли католической пары (Колетт и Юджин). Стивен Ри, Эйлин Поллок, Б. Дж. Хогг и Шейн Коннотон появляются во второстепенных ролях. Музыку к фильму написала Рэйчел Портман.

## Критика
В 2009 году Кевин Махер из The Times похвалил фильм, назвав его «фильмом, который обязательно нужно посмотреть всем, кто испытывает сострадательный интерес к 800-летней политической ране». 